# What's Your Mama's Name
What's Your Mama's Name är ett studioalbum från 1973 av Tanya Tucker, med Billy Sherrill som producent. The Jordanaires och The Nashville Edition, medverkar med bakgrundssång på sångerna nummer 1 och 6. Både What’s Your Mama’s Name och Blood Red And Goin Down släpptes som singlar och nådde förstaplatsen på Billboards countrylista.

## Låtlista
1. What’s Your Mama’s Name
2. Horseshoe Bend
3. The Chokin’ Kind
4. California Cotton Fields
5. Teddy Bear Song
6. Blood Red And Goin Down
7. Song Man
8. The Missing Piece of Puzzle
9. Rainy Girl
10. Pass Me By
11. Teach Me the Words To Your Song